# Haukijärvi (sjö i Finland, Norra Savolax)
Haukijärvi är en sjö i Finland. Den ligger i kommunerna Kuopio och Tervo i landskapet Norra Savolax, i den centrala delen av landet, 300 km norr om huvudstaden Helsingfors. Haukijärvi ligger 131,4 meter över havet. Den är 9,7 meter djup. Arean är 1,54 kvadratkilometer och strandlinjen är 7,87 kilometer lång. Sjön  ingår i Kymmene älvs huvudavrinningsområde.   I omgivningarna runt Haukijärvi växer i huvudsak blandskog. Den sträcker sig 2,3 kilometer i nord-sydlig riktning, och 1,8 kilometer i öst-västlig riktning.